# Brachymeria bicolorata
Brachymeria bicolorata är en stekelart som beskrevs av Khokhar, Qadri och M. Firoz Ahmed 1971. Brachymeria bicolorata ingår i släktet Brachymeria och familjen bredlårsteklar.
Artens utbredningsområde är Pakistan. Inga underarter finns listade.